# Stadio Pier Luigi Penzo
Stadio Pier Luigi Penzo – stadion piłkarski położony we włoskim mieście Wenecja.
Obiekt został zbudowany w 1913 roku a jego pojemność wynosi 10 500 miejsc. W chwili obecnej stadion jest wykorzystywany jako miejsce rozgrywania spotkań domowych zespołu Venezia FC, występującego w sezonie 2024/2025 w Serie A.
Właścicielem i zarządcą obiektu jest gmina Wenecja.